# Aeroportul Ipatinga
Aeroportul Ipatinga (IATA: IPN, ICAO: SBIP) este un aeroport din Santana do Paraíso, Minas Gerais, Brazilia ce deservește zona Ipatinga. Aeroportul a fost tranzitat în 2022 de 138.566 de pasageri.
Situat la o altitudine de 239 m, aeroportul dispune de 1 pistă.

## Infrastructură

### Piste
Aeroportul dispune de o singură pistă. Pista 5/23 are suprafața de asfalt și dimensiunile 2.005 m × 45 m. 